# Francisco Pedro Marotta
Francisco Pedro Marotta (Buenos Aires, 2 de junio de 1886 - 4 de abril de 1955) fue un ingeniero agrónomo argentino que ejerció dos veces como decano de la Facultad de Agronomía y Veterinaria de la Universidad de Buenos Aires y posteriormente fue ministro de Agricultura y Ganadería de su país durante la dictadura de 1943-1946.

## Trayectoria
Hijo de Antonia Cueli y Francisco Marotta y en 1905 integró la segunda camada de ingresantes en el Instituto Superior de Agronomía y Veterinaria dependiente del Ministerio de Agricultura de la Nación, egresando en el año 1909 como ingeniero agrónomo con medalla de oro, poco tiempo después de que esta institución se hubiese incorporado a la Universidad de Buenos Aires como Facultad de Agronomía y Veterinaria.
Ingresado a la Facultad de Agronomía en 1911 como ayudante, fue titular de la cátedra de Agronomía —y posteriormente de Edafología— desde 1915 hasta 1941. Ejerció reiteradamente cargos directivos en esa facultad, siendo miembro del consejo directivo desde 1919, y fue elegido decano de la misma en el año 1927. Fue cesanteado por la fuerza por la dictadura de José Félix Uriburu en 1930. Fue nuevamente elegido decano de la Facultad en 1936, ejerciendo el cargo hasta 1940. Durante sus dos gestiones se construyeron nuevos pabellones —la Facultad era y es aún actualmente un conglomerado de pabellones independientes diseminados en un parque— como el gran Pabellón Central y los de Lechería, de Equinos, de Técnica Quirúrgica, de Botánica, de Genética, de Enología y de Industrias Extractivas. También llevó a la Facultad a destacados científicos extranjeros para dar conferencias en sus ámbitos específicos, y creó varios institutos de investigación.
Además de sus funciones en la Facultad de Agronomía y Veterinaria también fue, simultáneamente, funcionario del Ministerio de Agricultura de la Nación desde 1911, realizando tareas en la Dirección General de Agronomía y en la Dirección General de Enseñanza Agrícola antes de ser nombrado jefe de la Sección Industria, Pesas y Medidas y luego director general de Laboratorios e Investigaciones.
Al ser creada la Academia Nacional de Agronomía y Veterinaria el 13 de febrero de 1925, Marotta fue miembro de la primera lista de académicos de número de la misma, siendo presidente de la misma entre 1932 y 1936. Durante su gestión se comenzaron a publicar los Anales de la Academia Nacional de Agronomía y Veterinaria, que en la actualidad son una valiosa fuente de investigación para la historia de la ciencia.
Se retiró de la docencia en 1941, dedicándose a actividades de divulgación desde entonces. De este aislamiento lo sacó el gobierno del dictador Edelmiro J. Farrell el 20 de octubre de 1945, pocos días después de la revuelta popular que dio inicio al peronismo y significó un reordenamiento completo de la dictadura: ese día fue nombrado ministro de Agricultura y Ganadería de la Nación, ocupando el cargo hasta la asunción del presidente Juan Domingo Perón en junio de 1946. Durante su gestión no alcanzó a tomar iniciativas notables, pero dictó varias medidas complementarias al Estatuto del Peón Rural, tal como el Estatuto del Tambero y tuvo participación en la creación del Instituto Argentino de Promoción del Intercambio (IAPI).
Durante su vida recibió numerosos reconocimientos, entre ellos el doctorado honoris causa en Ciencias Políticas, Jurídicas y Económicas de la Universidad de San Marcos de Lima (Perú), y el nombramiento como miembro honorario de la Asociación de Ingenieros Agrónomos de Chile, del Centro Ariel del Perú y de la Sociedad Geográfica de Lima, y también como profesor honorario de la Escuela Superior de Agricultura de Lima.
Falleció en la ciudad de Buenos Aires en el año 1955.